# Hineomyia setigera
Hineomyia setigera är en tvåvingeart som först beskrevs av Daniel William Coquillett 1902.  Hineomyia setigera ingår i släktet Hineomyia och familjen parasitflugor. Inga underarter finns listade i Catalogue of Life.